# 久遠寺

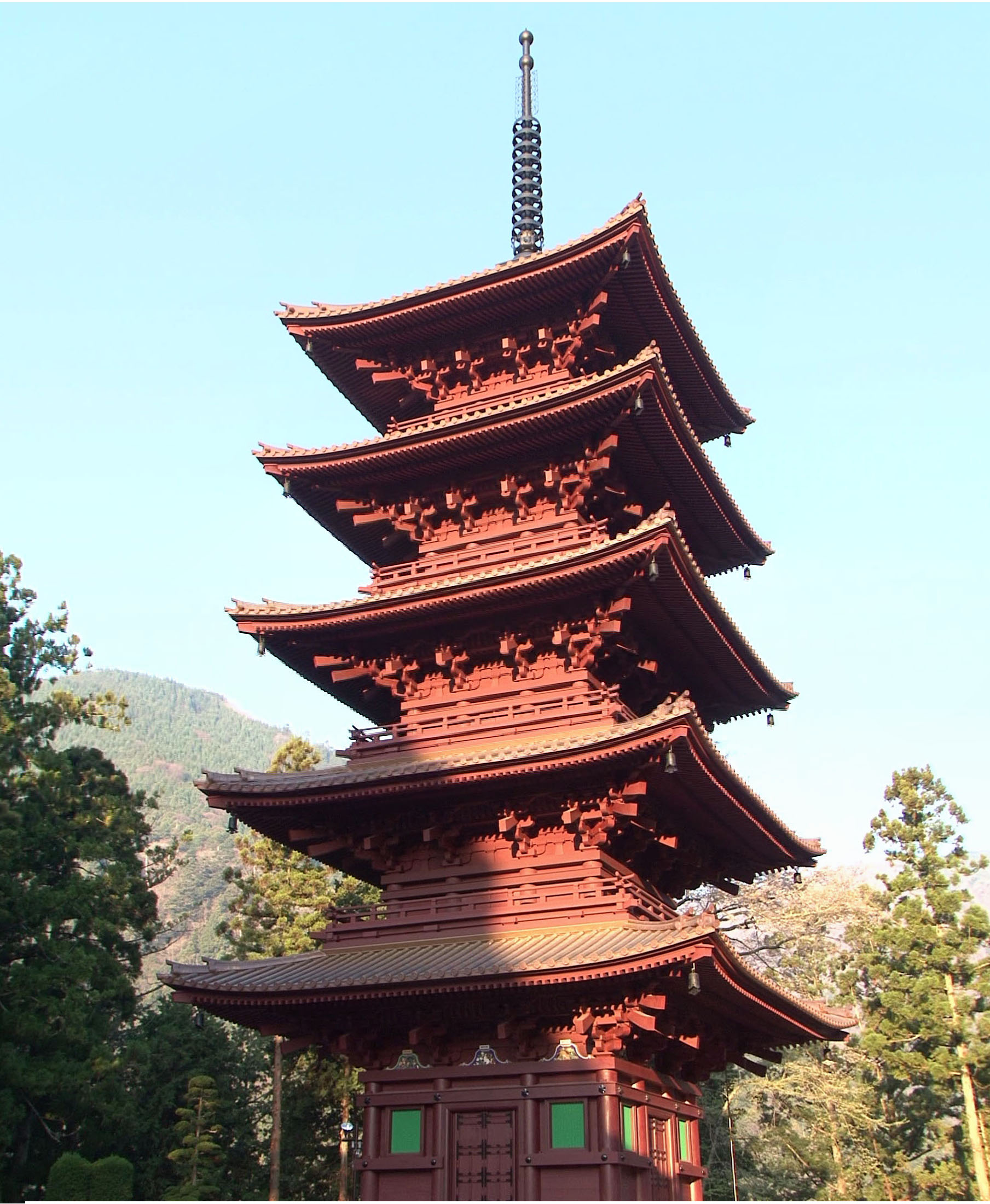
五重塔

久遠寺（くおんじ）是位於日本山梨縣南巨摩郡身延町的寺院，為日蓮宗的總本山。山號為「身延山」，院號為妙法華院，本尊則為三寶尊。文永11年（1274年）2月，比丘日蓮獲鎌倉幕府赦免而從佐渡島返回至鎌倉，並應甲斐國波木井鄉的地頭南部實長之邀於5月17日抵達其領地。同年的6月17日，日蓮在身延山上興建草庵並開始隱居，而該日也被視為身延山的開山之日。弘安4年（1281年）11月24日，南部實長將原先的草庵廢棄並進行整建，由日蓮將整建過後的寺院命名為「身延山妙法華院久遠寺」。寶永3年（1706年），久遠寺成為日本皇室的勅願所。

## 關連項目
- 石橋湛山

## 外部連結
- 身延山久遠寺 （页面存档备份，存于）